# Saí-de-bico-curto
Dácnis-meleiro-de-bico-curto, saí-de-bico-curto ou saí-azul-de-bico-curto  (Cyanerpes nitidus) é uma espécie de ave da família Thraupidae.
Pode ser encontrada nos seguintes países: Bolívia, Brasil, Colômbia, Equador, Peru, Suriname e Venezuela. Seus habitats naturais são: florestas subtropicais ou tropicais húmidas de baixa altitude.